# Клубный чемпионат АФК по мини-футболу
Клубный чемпионат АФК по мини-футболу (англ. AFC Futsal Club Championship) — ежегодный турнир, определяющий сильнейший клуб Азии по мини-футболу. Проводится под эгидой АФК начиная с 2010 года.
Первый розыгрыш турнира выиграл иранский клуб «Фулад Махан». Самым титулованным клубом в истории турнира является «Нагоя Оушенс».

## Победители и призёры
| Сезон | Место   | Победитель       | Счёт           | Финалист         | 3-е место     | Счёт           | 4-е место       |
| ----- | ------- | ---------------- | -------------- | ---------------- | ------------- | -------------- | --------------- |
| 2010  | Исфахан | Фулад Махан      | 5:2            | Аль-Садд         | Нагоя Оушенс  | 6:6 (6:5 пен.) | Тай Порт        |
| 2011  | Доха    | Нагоя Оушенс     | 3:2 (д.в.)     | Шахид Мансури    | Аль-Садака    | 4:4 (4:3 пен.) | Аль-Райян       |
| 2012  | Кувейт  | Гити Пасанд      | 2:1            | Ардус            | Нагоя Оушенс  | 4:1            | Аль-Райян       |
| 2013  | Нагоя   | Чонбури Блу Уейв | 1:1 (4:1 пен.) | Гити Пасанд      | Нагоя Оушенс  | 6:4            | Шеньжен Нанлинг |
| 2014  | Чэнду   | Нагоя Оушенс     | 5:4            | Чонбури Блу Уейв | Дабири Табриз | 5:5 (7:6 пен.) | Шеньжен Нанлинг |
| 2015  | Исфахан | Тасисат Даряи    | 5:4            | Аль-Кадисия      | Тай Сон Нам   | 7:3            | Нафт Аль-Васат  |

## Дебютировавшие страны по сезонам
| Год         | Страны-дебютанты                                                                    |
| ----------- | ----------------------------------------------------------------------------------- |
| 2010        | Австралия, Ирак, Иран, Катар, Кыргызстан, Китай, Ливан, Таиланд, Узбекистан, Япония |
| 2011        | Индонезия                                                                           |
| 2012        | Вьетнам, Кувейт, Мьянма, ОАЭ,                                                       |
| 2013        | Китайский Тайбэй, Филиппины                                                         |
| 2014 - 2016 | Нет                                                                                 |